# Jasione crispa
Jasione crépue
Espèce
Classification phylogénétique
La Jasione crépue  (Jasione crispa) est une espèce de plantes herbacées vivaces de la famille des Campanulacées.

## Habitat
Pelouses et rochers de montagnes.

## Répartition
La Jasione crépue est une plante de montagne présente en péninsule ibérique jusqu'aux Pyrénées. Une sous-espèce, appelée jasione d'Auvergne (Jasione crispa subsp. arvernensis) croît dans les Monts Dore (Massif central) autour du puy de Sancy, exclusivement sur sol trachytique, au-dessus de 1 500 m d'altitude.

## Liste des sous-espèces
Selon World Checklist of Selected Plant Families (WCSP) (15 mars 2012) :
- - sous-espèce Jasione crispa subsp. amethystina (Lag. & Rodr.) Tutin (1973)
  - sous-espèce Jasione crispa subsp. arvernensis Tutin (1973)
  - sous-espèce Jasione crispa subsp. crispa
  - sous-espèce Jasione crispa subsp. lanuginella (Litard. & Maire) Lambinon & Lewalle (1986)
  - sous-espèce Jasione crispa subsp. mariana (Willk.) Rivas Mart. (1971 publ. 1972)
  - sous-espèce Jasione crispa subsp. tomentosa (A.DC.) Rivas Mart. (1971 publ. 1972)
  - sous-espèce Jasione crispa subsp. varduliensis Uribe-Ech. (1999)

Selon NCBI (15 mars 2012) :
- sous-espèce Jasione crispa subsp. crispa
- sous-espèce Jasione crispa subsp. mariana
- sous-espèce Jasione crispa subsp. tristis